# Puchar Narodów Afryki 2021 (kwalifikacje)/Grupa K
Grupa K jest jedną z dwunastu grup eliminacji do turnieju o Puchar Narodów Afryki 2021. Składa się z czterech niżej wymienionych reprezentacji:
- Wybrzeże Kości Słoniowej
- Niger
- Madagaskar
- Etiopia

Każda drużyna rozegra z każdym z pozostałych rywali dwa mecze, jeden na własnym stadionie, drugi na stadionie rywala. Mecze rozgrywane będą od listopada 2019 roku do września 2020. Dwa najlepsze zespoły w grupie uzyskają awans do turnieju finałowego.
Z powodu pandemii COVID-19 wszystkie mecze kolejek numer 3 i 4 (zaplanowane na marzec 2020) zostały odwołane, bez podania nowej daty ich rozegrania.
30 czerwca 2020 roku CAF ogłosił przesunięcie rozegrania turnieju głównego ze stycznia 2021 na styczeń 2022. 19 sierpnia 2020 roku zapadła decyzja o nowych terminach meczów eliminacyjnych: kolejki numer 3 i 4 mają zostać rozegrane w dniach 9-17 listopada 2020, a kolejki 5 i 6 22-30 marca 2021. 

## Tabela
| Msc. | Zespół                   | M | W | R | P | Br+ | Br- | +/- | Pkt |
| ---- | ------------------------ | - | - | - | - | --- | --- | --- | --- |
| 1    | Wybrzeże Kości Słoniowej | 6 | 4 | 1 | 1 | 11  | 5   | +6  | 13  |
| 2    | Etiopia                  | 6 | 3 | 0 | 3 | 10  | 6   | +4  | 9   |
| 3    | Madagaskar               | 6 | 2 | 2 | 2 | 9   | 9   | 0   | 8   |
| 4    | Niger                    | 6 | 1 | 1 | 4 | 3   | 13  | -10 | 4   |

|                          | Wybrzeże Kości Słoniowej | Etiopia | Madagaskar | Niger |
| ------------------------ | ------------------------ | ------- | ---------- | ----- |
| Wybrzeże Kości Słoniowej | X                        | 3:1     | 2:1        | 1:0   |
| Etiopia                  | 2:1                      | X       | 4:0        | 3:0   |
| Madagaskar               | 1:1                      | 1:0     | X          | 0:0   |
| Niger                    | 0:3                      | 1:0     | 2:6        | X     |

## Wyniki

### Kolejka 1
| 16 listopada 2019 14:00 CET | Madagaskar · Raveloson 18' | 1:0(1:0)Raport | Etiopia | Stade Municipal de Mahamasina, Antananarywa Sędzia: Sekou Ahmed Touré |
|                             |                            |                |         |                                                                       |

| 16 listopada 2019 20:00 CET | Wybrzeże Kości Słoniowej · Kessié 68' (k.) | 1:0(1:0)Raport | Niger | Stade Félix Houphouët-Boigny, Abidżan Sędzia: Joao Goma |
|                             |                                            |                |       |                                                         |

### Kolejka 2
| 19 listopada 2019 15:00 CET | Etiopia · Dagnachew 16' · Bekele 26' | 2:1(2:1)Raport | Wybrzeże Kości Słoniowej · Aurier 4' | Bahir Dar Stadium, Bahyr Dar Sędzia: Celso Alvação |
|                             |                                      |                |                                      |                                                    |

| 19 listopada 2019 17:00 CET | Niger · Wonkoye 6' · Moussa 77' | 2:6(1:4)Raport | Madagaskar · Nomenjanahary 10', 27' · Abel 35' · Andriamahitsiniro 38' · Voavy 54' · Morel 65' | Stade Général Seyni Kountché, Niamey Sędzia: Janny Sikazwe |
|                             |                                 |                |                                                                                                |                                                            |

### Kolejka 3
| 12 listopada 2020 20:00 CET | Wybrzeże Kości Słoniowej · Gervinho 48' · Haller 55' | 2:1(0:0)Raport | Madagaskar · Voavy 59' | Stade National de la Côte d’Ivoire, Anyama Sędzia: Haythem Guirat |
|                             |                                                      |                |                        |                                                                   |

| 13 listopada 2020 17:00 CET | Niger · Oumarou 73' | 1:0(0:0)Raport | Etiopia | Stade Général Seyni Kountché, Niamey Sędzia: Hassen Corneh |
|                             |                     |                |         |                                                            |

### Kolejka 4
| 17 listopada 2020 14:00 CET | Madagaskar · Amada 51' | 1:1(0:1)Raport | Wybrzeże Kości Słoniowej · Kessié 15' (k.) | Stade de Barikadimy, Toamasina Sędzia: Gehad Grisha |
|                             |                        |                |                                            |                                                     |

| 17 listopada 2020 14:00 CET | Etiopia · Gebremichael 13' · Mohammed 43' · Kebede 70' | 3:0(2:0)Raport | Niger | Bahir Dar Stadium, Bahyr Dar Sędzia: Daudu Williams |
|                             |                                                        |                |       |                                                     |

### Kolejka 5
| 24 marca 2021 14:00 CET | Etiopia · Gebremichael 19' · Kebede 34' · Nassir 41' · Bekele 86' | 4:0(3:0)Raport | Madagaskar | Bahir Dar Stadium, Bahyr Dar Sędzia: Sidi Alioum |
|                         |                                                                   |                |            |                                                  |

| 26 marca 2021 17:00 CET | Niger | 0:3(0:2)Raport | Wybrzeże Kości Słoniowej · Aurier 25' · Gradel 34' · Kanon 60' | Stade Général Seyni Kountché, Niamey Sędzia: Beida Dahane |
|                         |       |                |                                                                |                                                           |

### Kolejka 6
| 30 marca 2021 15:00 CET | Wybrzeże Kości Słoniowej · Boly 3' · Kessié 19' (k.) · Kouassi 76' | 3:1(2:0)Raport | Etiopia · Kebede 74' | Stade National de la Côte d’Ivoire, Anyama Sędzia: Charles Bulu |
|                         |                                                                    |                |                      |                                                                 |

| 30 marca 2021 15:00 CET | Madagaskar | 0:0(0:0)Raport | Niger | Stade de Barikadimy, Toamasina Sędzia: Eric Otogo-Castane |
|                         |            |                |       |                                                           |

## Strzelcy
3 gole
- Getaneh Kebede
- Franck Kessié

2 gole
- Shimelis Bekele
- Amanuel Gebremichael
- Serge Aurier
- Lalaina Nomenjanahary
- Paulin Voavy

1 gol
- Surafel Dagnachew
- Mesud Mohammed
- Abubeker Nassir
- Willy Boly
- Gervinho
- Max Gradel
- Sébastien Haller
- Wilfried Kanon
- Jean Evrard Kouassi
- Anicet Abel
- Ibrahim Amada
- Carolus Andriamahitsinoro
- Jérémy Morel
- Rayan Raveloson
- Yussif Moussa
- Youssef Oumarou
- Amadou Wonkoye